# Musée de Galatasaray SK

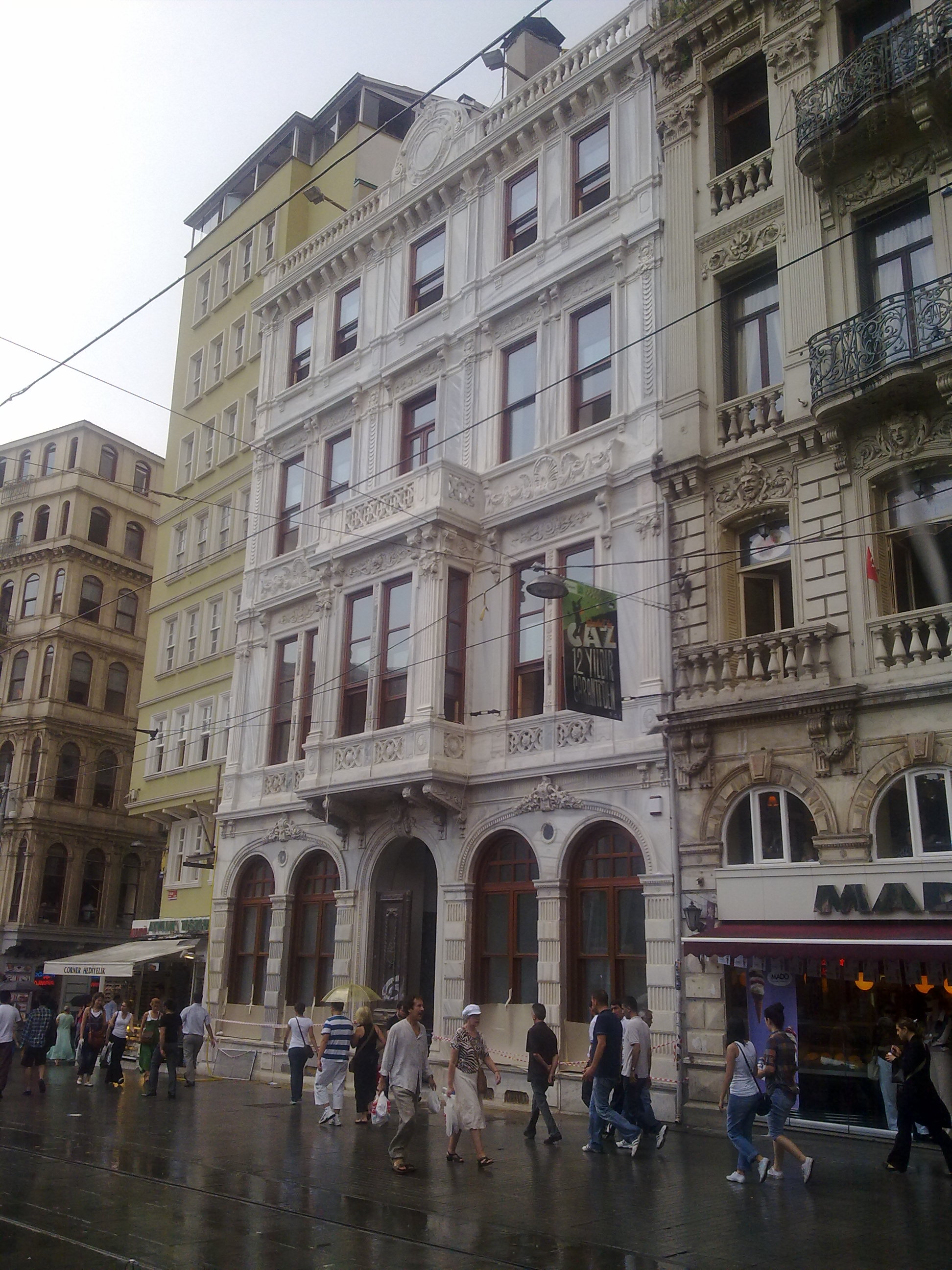
Musée de Galatasaray.

Galatasaray SK Museum est un musée du sport turc. Le club Galatasaray SK, situé à Istanbul et ouvert le 1er octobre 1905 par le fondateur du club Ali Sami Yen dans le district de Kalamış, appartient au club. Le club, qui est le premier du classement des trophées en Turquie, compte plus de 30 millions de fans à travers le monde.
Dans le musée, sont exposées les médailles et les coupes gagnées par le Galatasaray SK, ainsi que des photos, des certificats, des maillots, des objets de la marine et des écussons.
À la fin de la Première Guerre mondiale, des rumeurs prétendaient que tout ce qui était exposé au musée allait être saisi, de ce fait après une réunion extraordinaire organisé le 15 mai 1919 par Ali Sami Yen, il se décida de changer l'emplacement du musée, donc il le déménagea dans un lieu sûr, c'est-à-dire au Lycée de Galatasaray.
Ce musée a la particularité d'être le premier musée sportif de Turquie et l'un des premiers au monde. Son président actuel est Ali Oraloğlu.
On peut y voir aussi de nos jours l'exposition des épées, des sabres, des fusils et des carabines qui ont été utilisées par environ 200 anciens élèves volontaires du Lycée de Galatasaray qui ont participé à la Première Guerre mondiale.
Les coupes les plus prestigieuses exposées sont la Coupe de l'UEFA et la Super Coupe d'Europe, toutes les deuc gagnées en 2000. Le club est le seul club turc à avoir remporté ces deux coupes. Aujourd'hui, on peut compter environ plus de 2 000 coupes exposées et 15 objets tout confondu. Il est projeté de déménager le Musée de Galatasaray SK au nouveau Nouveau complexe sportif Ali-Sami-Yen et d'en faire l'un des plus attractifs et le plus moderne au niveau mondial.

## Lieu d'exposition
Galatasaray Müzesi
Galatasaray Lisesi
Beyoğlu-Istanbul
Tel : 0090 212 249 11 00